# John Bonham
John Henry Bonham (Redditch, 31 de maio de 1948 – Clewer, 25 de setembro de 1980) foi um músico e compositor inglês, mais conhecido por ter sido o baterista da banda Led Zeppelin. Aclamado pela crítica e sendo reconhecido como um dos melhores bateristas do mundo até os dias atuais, Bonham era admirado por sua velocidade, potência, sons característicos, e sensibilidade para o groove.
É amplamente considerado um dos melhores bateristas da história do rock. Em 2011 os leitores da Rolling Stone consideraram Bonham o "melhor baterista de todos os tempos".

## Biografia
John Henry Bonham nasceu em 31 de maio de 1948 em Redditch, Worcestershire, Inglaterra. Quando era muito pequeno costumava a batucar em caixotes e latas de café quando tinha apenas 5 anos, imitando os movimentos dos seus ídolos Gene Krupa e Buddy Rich (Vale lembrar que Bonham era um baterista autodidata).  Aos quinze anos recebeu a sua primeira bateria a sério: uma Premier. Quando ele deixou a escola, para ajudar seu pai em uma empresa de construção. Seus pais sempre o apoiaram, outra pessoa que apoiou suas ambições foi sua mulher, com quem ele tinha se casado com apenas 17 anos.
Em 1964 juntou-se à sua primeira banda, Terry Webb and The Spiders.  Tocou depois para bandas como os The Blue Star Trio e The Senators, que editaram um single com algum sucesso chamado “She’s a mod”. Bonham gostou destas experiências, e decidiu fazer da música a sua vida. Tocou com os The Way of Life, mas devido à inactividade desta banda passou para os Crawling King Snakes, cujo vocalista era Robert Plant. Durante este período, Bonham adquiriu a reputação de ser o baterista mais barulhento de Inglaterra, sendo muitas vezes convidado a parar de tocar, devido à sua tendência para partir as baterias.
Quando Jimmy Page pensou em formar os Led Zeppelin, convidou Robert Plant, que lhe sugeriu Bonham para a bateria, que assim passou à frente de B.J.Wilson dos Procol Harum e de Ginger Baker que viria a fazer parte do Cream, que, segundo se falava, pertenciam à lista de Page.
O próprio Bonham contava essa história: "Eu tinha duas ofertas excelentes: de Chris Farlowe e de Joe Cocker. Farlowe já tinha o nome feito e eu sabia que Cocker chegaria lá, mas quando vi meu amigo (Plant) aliado à Jimmy Page, não pensei duas vezes".
Bonham usava as baquetas mais pesadas e mais compridas disponíveis, a que ele chamava “árvores”.  O seu estilo pesado inicial era bem demonstrado em “Immigrant song”,"Moby Dick", “When the levee breaks” e “The ocean”.  Embora não fosse considerado tão solto como Keith Moon, nem tão respeitado pela crítica como Ginger Baker, a sua potência por detrás da bateria influenciou praticamente todos os bateristas do hard rock e do heavy metal.  Os seus solos de bateria, primeiro em “Pat’s delight” e depois em “Moby Dick”, duravam normalmente pelo menos meia-hora; Bonham usava inclusive as mãos, obtendo assim um som diferenciado.
Em 1974 entrou no filme “The son of Dracula” tocando bateria.  Muitos dos fãs do Led Zeppelin consideram que a sua atuação no filme The Song Remains the Same do Zeppelin, terá sido a melhor de todos os membros do grupo.

O símbolo de Bonham do álbum Led Zeppelin IV

O símbolo de Bonham (Três Círculos) tem diferentes interpretações: Homem-Mulher-Criança ou ele o copiou do logo da cerveja Ballantine.
No dia 12 de setembro de 2007,  Jimmy Page, Robert Plant e John Paul Jones se reuniram em Londres e anunciaram seu retorno aos palcos em uma única apresentação para vinte mil pessoas em um show em homenagem à Ahmet Ertegün (falecido em 2006), fundador da gravadora do Led Zeppelin, a Atlantic Records, a renda da apresentação será destinada a uma instituição que concede bolsas educacionais. Jason Bonham, filho de John Bonham, tocou bateria na primeira apresentação da formação "original" do Led Zeppelin após 27 anos.

## Família
John Bonham tinha dois irmãos: o seu irmão mais novo, Mick Bonham (1951-2000), foi um discotecário, autor e fotógrafo e sua irmã mais nova, Deborah Bonham (nascida em 1962), é cantora e compositora.
Bonham era casado com Pat Phillips, e o casal teve dois filhos: sua filha Zoë Bonham (nascida em 1975), que é cantora e compositora e também aparece regularmente com o Led Zeppelin em convenções e premiações. Jason Bonham (nascido em 1966), que é um baterista de rock, que ganhou sucesso com várias bandas incluindo Foreigner e Bonham. Em dezembro de 2007, Jason Bonham tocou com o Led Zeppelin, bem como na sua apresentação no 40° Aniversário da Atlantic Records, em 1988.
Em 1970, Jason aparece tocando bateria no filme The Song Remains the Same. Zoë e Jason apareceram na cerimônia do Rock and Roll Hall of Fame, em 1995, juntamente com os membros remanescentes do Led Zeppelin. Sua mãe, Joan Bonham, é uma das vocalistas do The Zimmers, uma banda de 40 membros criada como um resultado da BBC um documentário sobre o tratamento das pessoas idosas. Seu primo Billy Bonham (nascido em 1950), também tocou teclados para Terry Reid e Ace Kefford.
Foi padrinho de casamento do guitarrista Tony Iommi, da banda britânica Black Sabbath, em 1973.

## Morte

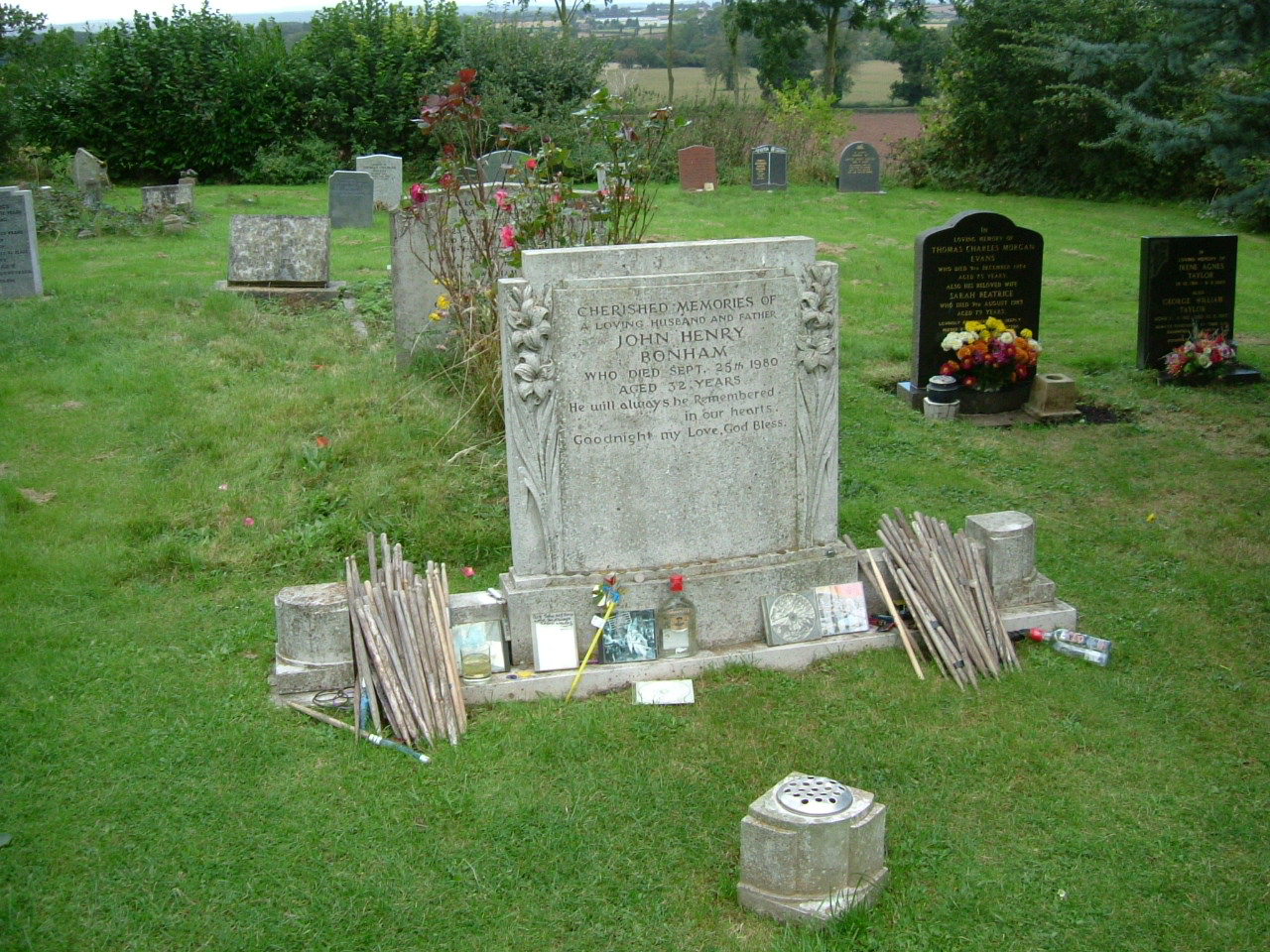
Lápide em memória de John Henry Bonham, com seus restos mortais

Bonham não gostava de se ausentar de casa e da família por muito tempo. Isto levou-o ao uso abusivo do álcool para controlar a ansiedade. Em 24 de setembro de 1980, na viagem do hotel para o estúdio onde a banda ensaiava para a sua digressão pelos Estados Unidos, Bonham bebeu cerca de quarenta doses de vodca.
Quando terminou o ensaio foram para a casa de Jimmy Page em Windsor. Depois da meia noite, Bonham adormeceu e foi levado para a cama. Benji LeFevre encontrou o corpo de Bonham na manhã seguinte. Apesar do alarido feito pela imprensa sensacionalista, a autópsia não revelou a presença de drogas no seu corpo. Foi diagnosticado de que Bonham morreu asfixiado pelo próprio vômito.

## Como baterista
Na opinião dos fãs da banda, é o melhor baterista de todos os tempos, influenciando vários bateristas, desde os mais conhecidos até os menos. John Bonham utilizava baterias da marca Ludwig, de vários modelos, porém, os de destaque foram: Green Sparkle (1972) e Amber Vistalite (1973-1975).

## Discografia
- 1969 - Led Zeppelin
- 1969 - Led Zeppelin II
- 1970 - Led Zeppelin III
- 1971 - Led Zeppelin IV
- 1973 - Houses of the Holy
- 1975 - Physical Graffiti
- 1976 - Presence
- 1976 - The Song Remains the Same
- 1979 - In Through the Out Door
- 1982 - Coda (álbum póstumo)

## Filmografia
- The Song Remains the Same (1976)